# Eurystomina eurylaima
Eurystomina eurylaima is een rondwormensoort uit de familie van de Enchelidiidae. De wetenschappelijke naam van de soort is voor het eerst geldig gepubliceerd in 1930 door Ditlevsen.